# Schweden – Hölle oder Paradies?
Schweden – Hölle oder Paradies? ist der deutsche Titel eines italienischen Mondo-Films (Original: Svezia, inferno e paradiso) aus dem Jahr 1968, unter der Regie von Luigi Scattini.
Der Film besteht aus neun Teilen, die unterschiedliche Aspekte der Sexualität in Schweden darstellen, so zum Beispiel die lesbischen Nachtclubs, die Pornofilme, den „swinging lifestyle“ verheirateter Paare oder die Sexualerziehung Heranwachsender. Der Film behandelt, daran gekoppelt, überdies den Drogenmissbrauch, den Alkoholismus und den Selbstmord in Schweden. Das Drehbuch entstand nach einem Bericht von Enrico Altavilla.

Der Film ist eine sogenannte „Pseudodokumentation“, das heißt, er benutzt die gestalterische Form des Dokumentarfilms, besteht inhaltlich aber in reiner Fiktion, in der gestellte und nach Regie gespielte Szenen durch einen Sprecher aus dem Off (im Original spricht Enrico Maria Salerno die verbindenden Teile des Filmes) nur scheinbar als dokumentarisches Material ausgewiesen werden. Das Lexikon des Internationalen Films charakterisierte ihn so: 

„Der Film gibt vor, jene Klischees ausräumen zu wollen, die er selbst bedient und mit denen er sein Publikum so anzuziehen trachtet, wie er seine Protagonisten auszieht.“

 Film Mese urteilten, „das Schweden Scattinis“ sei „ziemlich von nackter Weiblichkeit bestimmt“; der Gesamteindruck bleibe „aufgrund der Oberflächlichkeit unter dem einer guten Fernsehreportage.“
Der Soundtrack, komponiert von Piero Umiliani, enthielt eine Passage, die als Song unter dem Titel Mah Nà Mah Nà selbständig Karriere machte und vor allem durch eine szenische Puppendarbietung in der Sesamstraße 1969 und in der ersten Episode der Muppet Show 1976 international populär wurde. Daneben hört man folgende Lieder (und deren Interpreten): „You Tried to Warn me“ und „Sleep Now Little One“ (Lydia MacDonald), „Il ragazzo della via Gluck“ (Anna Lena), „Santa Lucia“ sowie „L’incidente“.

## Weblink
- Schweden – Hölle oder Paradies? bei IMDb